# Agatha e la verità sull'omicidio del treno
Agatha e la verità sull'omicidio del treno (Agatha and the Truth of Murder) è un film per la televisione del 2018 diretto da Terry Loane.

## Trama
L'omicidio dell'infermiera Florence Nightingale porta Agatha Christie, scrittrice di gialli in crisi creativa, a risolvere il caso e a cercare nuovi stimoli.

## Distribuzione
Il film è stato distribuito nelle sale cinematografiche italiane a partire dal 23 dicembre 2018.